# Kaiser Heinrichs Romfahrt

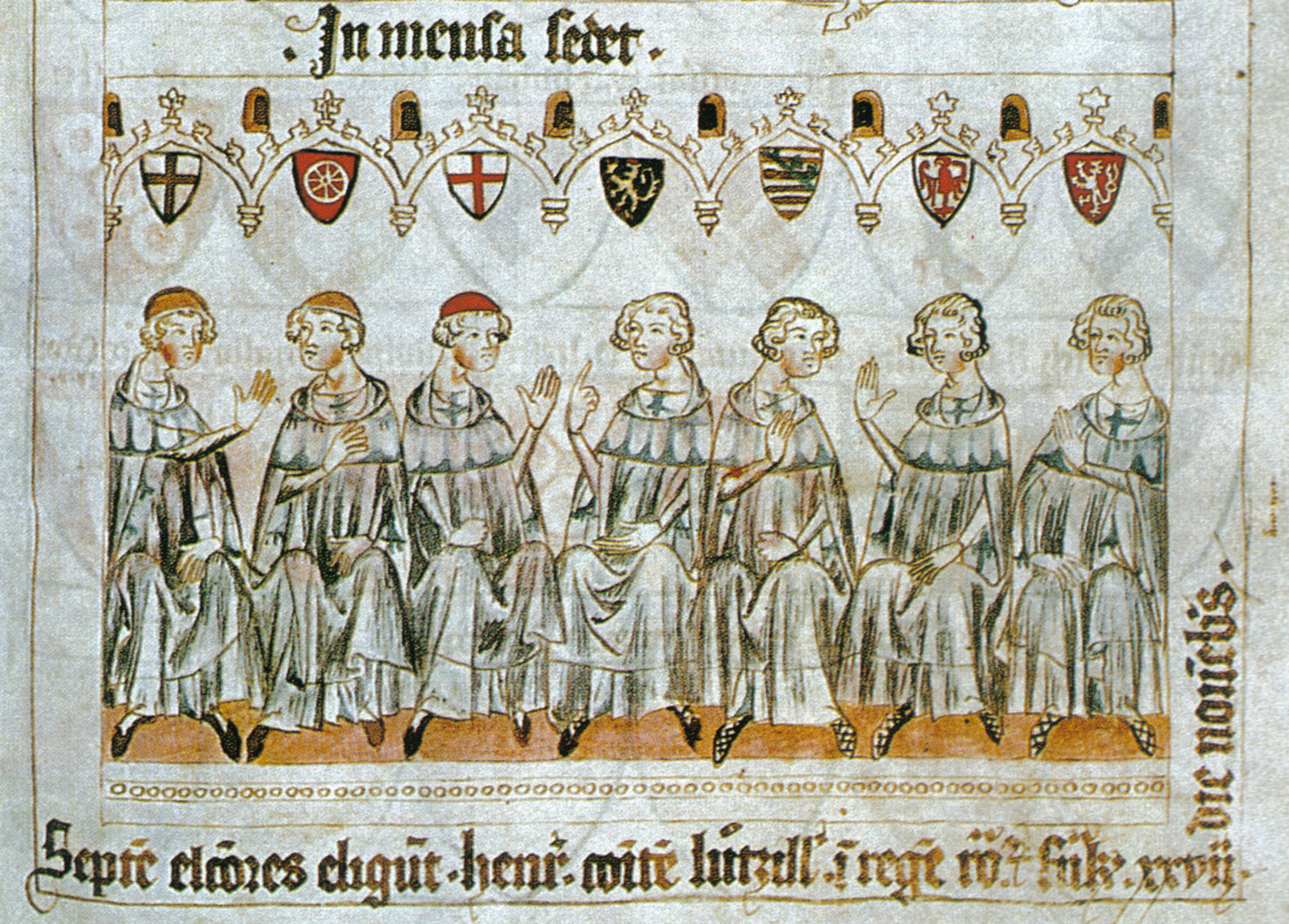
Die sieben Kurfürsten wählen Heinrich von Luxemburg zum König. Durch ihre Wappen kenntlich sind (von links nach rechts) die Erzbischöfe von Köln, Mainz und Trier, der Pfalzgraf bei Rhein, der Herzog von Sachsen, der Markgraf von Brandenburg und der König von Böhmen.

Kaiser Heinrichs Romfahrt ist eine populäre Bezeichnung für den Italienzug des Königs Heinrich VII. in den Jahren 1310 bis 1313. Heinrich wollte damit die Kaiserwürde erlangen und somit eine Erneuerung des Kaisertums erreichen (Restauratio imperii).
Im weiteren Sinne ist es auch die Bezeichnung für eine spätmittelalterliche Bilderhandschrift, die im Auftrag Balduins von Luxemburg, des Erzbischofs von Trier und jüngeren Bruders Heinrichs, vermutlich um 1340 angefertigt wurde. Dieser Codex Balduini besteht aus 37 Pergamentblättern. Diese sind mit knappen lateinischen Bemerkungen versehen und halten zahlreiche Momente der Regierung fest, vor allem aber den Romzugs Heinrichs. Die Handschrift beinhaltet auch die erste bekannte Darstellung des Kurfürstenkollegiums. Die kolorierte Bilderhandschrift ist eine wichtige Quelle für die Reichsgeschichte des Spätmittelalters und zugleich eine einzigartige Darstellung des Romzugs Heinrichs VII. Im Landeshauptarchiv Koblenz wird sie unter der Signatur 1C 1 aufbewahrt.